# Wyrostek empodialny
Wyrostek empodialny (łac. appendix empodialis) – wyrostek wyrastający z przedstopia skoczogonków.
Wyrostek ten osadzony jest naprzeciwko pazura i może przybierać różną formę. Gdy jest pazurkowatego kształtu nazywany jest unguiculusem. Może mieć postać szczeciny, czasem zgrubiałej u podstawy. Często rozszerza się blaszkowato i tylko część górna ma formę, czasem znacznej długości, szczeciny. Silniej rozwinięty wyrostek empodialny może przyjąć formę trójskrzydełkową, a przy pojawieniu się listewki zewnętrznej nawet czteroskrzydełkową. Zwykle na listewce wewnętrznej obecny jest ząbek. Rzadziej ząbek pojawia się na listewce zewnętrznej, może on jednak osiągnąć na niej znaczne rozmiary.
U wielu taksonów wyrostek ten zanika całkowicie, czego przykładem jest rodzaj Uzelia.